# Antonio Munguía
Antonio Munguía (Città del Messico, 27 giugno 1942 – 8 gennaio 2018) è stato un calciatore messicano, di ruolo centrocampista.